# Макарий (печатар)
Йеромонах Макарий е пионер на кирилското книгопечатане.
Приеман за първия сръбски и румънски книгоиздател. Предполага се, че се учи на печатната преса от Алдо Мануцио и хърватина Андрия Палташич от Котор, който също печата във Венеция. Пребивавал е със сигурност във Венеция преди 1494 г. 
Единственото сигурно за него е, че е починал след 1528 г. в Хилендарския манастир. Йеромонах на манастира в Обод в Стара Черна гора, където княз Иван Църноевич внася книгопечатна преса, а Макарий е нещо като главен печатар.
След като печатницата на Църноевич прекратява съществуването си заедно с независима Зета, Макарий се отправя през 1499 г. във влашко Търговище, където отваря печатница през 1511 г. и продължава да печата при управлението на Нягое I Басараб, чиято съпруга е Деспина Милица. Във Влашко под печата на йеромонах Макарий излиза известното Търговищко евангелие. През 1519 г. във Венеция започва да работи печатницата на Божидар Вукович. Първата сръбска печатница отваря врати в Горажде и работи между 1519 и 1523 г.
На старини Йеромонах Макарий отива в Хилендар, където е игумен и помага за основаването на нова печатница. Йеромонах Макарий е автор на трактата „По границите на Дакия“, запазен в Хилендарската библиотека. В Британската библиотека се пази изключително добре запазено копие от Псалтира на Макарий от 1495 г. В американския музей на Труман се пази и един Служебник, отпечатан от Божидар Вукович.